# Beremiz Samir
Beremiz Samir é o personagem principal do livro "O Homem que Calculava: aventuras de um singular calculista persa", do escritor brasileiro Júlio César de Mello e Souza, mais conhecido por Malba Tahan. Conseguia, segundo a narrativa, calcular rapidamente o número de aves de céu, o número de camelos de um vizir e o número de letras de Alcorão.

## O Personagem
O personagem é muçulmano, nasceu na Pérsia e viveu por volta dos anos 1200 d.C., no califado do califa Al-Musta'sim Billah, ou, como traduziu o livro, Al Motacém-Billah. 
Além de ser um matemático grandioso, era religioso e caridoso. 
Jose Guilherme Correa, em seu livro Leituras Lusófonas, assim o descreve:
"Samir não é uma máquina humana de calcular circense, antes alguém que vê romantismo e poesia não só na matemática como em toda a natureza."
Na verdade, ele foi um dos instrumentos que Malba Tahan apontou para legitimar as contribuições matemáticas e dar a devida importância às tradições, a cultura, a matemática  e às “filosofias” do povo árabe.
No livro Malba Tahan: fabulista incalculável, o autor crê que a dimensão mítica da obra O Homem que Calculava encontra-se no personagem Beremiz Samir, relacionando-o com os domínios de sua obra.

### Vida
Beremiz Samir, o Homem que Calculava, foi descoberto por Hank Tade-Maiá (narrador da história), na estrada de Bagdá, enquanto estava contando números maiores que um milhão. Levado para a grande capital, num problema de divisão de dinheiro é logo descoberto pelo grão-vizir Maluf, e colocado num de seus mais altos postos. 
Segundo conta, começou a se interessar por Matemática quando contava a toda hora as ovelhas que seu tio lhe pusera a responsabilidade de cuidar.  Também recebeu aulas especiais com o sábio Nô-Elin. 
Começa a dar aula para uma garota de 17 anos, chamada  Telassim, mesmo sem vê-la. Se apaixona por ela, só de ouvi-la.  
Ao longo da narrativa,  Beremiz tem que resolver problemas matemáticos, contar camelos, resolver como dividir 35 camelos para três pessoas de um jeito que, segundo o testamento do pai, deveria ser especial, etc. 
Consegue ganhar a confiança do príncipe de uma das províncias da Índia, que promove um questionário, feito com os melhores Ulemás do califado. Ele consegue ganhar as sete perguntas e em vez de pedir ao rei, que o havia oferecido províncias e palácios, pediu a mão de Telassim. Ao consultar o poeta Iezid, pai de Telassim, o califa diz que sim.
Ao se casar com Telassim, que já era cristã, vira cristão também, vai para Constantinopla com seu amigo Tade-Maiá, e faz questão de ser batizado por um bispo que soubesse a teoria de Euclides.

### Honrarias
- A VII Festa Literária Internacional de Pernambuco teve uma tenda, chamada "Tenda Beremiz Samir" dedicada a oficinas de matemática para crianças.[5]

## Ver Também
- Telassim
- O homem que calculava
- Al-Musta'sim Billah
- Algoritmo de Euclides
- Hank Tade-Maiá